# O procesu civilizace
O procesu civilizace (německy Über den Prozeß der Zivilisation, 1939) je nejdůležitější kniha německého sociologa Norberta Eliase. Analyzuje historii Evropy přibližně od roku 800 až po rok 1900 našeho letopočtu z hlediska dlouhodobých změn struktury osobnosti Evropanů. V roce 1998 Mezinárodní Sociologická Asociace jmenovala knihu O procesu civilizace sedmou nejdůležitější sociologickou prací dvacátého století.
Kniha, která vyšla v roce 1939, upadla (i kvůli 2. světové válce) na dlouhý čas v zapomnění. Teprve po 40 letech přinesla tehdy již 80letému Eliasovi slávu a úspěch.

## Obsah
V tomto díle Elias zformuloval teorii vývoje osobnostních struktur člověka a způsobů jeho chování a vývoje společenských struktur nerovnosti, moci a řádu. Elias ukazuje, že oba tyto vývojové procesy jsou oboustranně závislé. Výsledkem tohoto pohledu jsou dvě vzájemně související teorie – civilizační teorie (vztahující se na změny, jež se týkají osobnosti a chování) a teorie utváření států.

### Díl I. Proměny chování světských horních vrstev na Západě
V prvním díle tohoto spisu Elias čerpal z literatury vzniklé v rozmezí 12. až 18. století. Z dob středověku se zachovalo poměrně velké množství výpovědí. Jeden z nejvýznamnějších dokladů představuje spis Erasma Rotterdamského, z roku 1526, do češtiny přeložený jako O slušném chování dětí.
Publikace je rozdělena do dvou částí. V první části se Elias věnuje pojmům civilizace a kultura a jejich sociogenezi. Vysvětluje rozdílné formování v Německu oproti Anglii a Francii. Podle Eliase pojem civilizace vyjadřuje: „sebepojetí a sebevědomí Západu. Bylo by možné také říci, že vyjadřuje jeho národní vědomí. Zahrnuje všechno to, o čem se západní společnost posledních dvou tří staletí domnívá, že představuje její náskok před dřívějšími nebo současnými „primitivnějšími“ společnostmi.“ Západní kulturou je myšlena Francie, Anglie a Německo.
Civilizace neznamená pro všechny západní národy to samé, autor poukazuje na rozdílné pojetí a chápání kultury, civilizace ve Francii a Anglii ve srovnání s pojetím v Německu. Francouzi a Angličané vyjadřují hrdost vlastního národa a pokrok západu pojmem civilizace. Na druhé straně, v německém jazykovém úzu, Němci interpretují a vyjadřují hrdost na vlastní výkony a na vlastní charakter pojmem „kultura“. Pro pochopení těchto rozdílů, je nutné si uvědomit, že vývoj francouzského měšťanstva probíhal v jistém ohledu přesně opačně než vývoj měšťanstva v Německu. Ve Francii byla elita středního stavu a měšťanská inteligence poměrně záhy vtažena do kruhů dvorské společnosti. Rozšiřování dvorské společnosti se v Německu událo až později, kvůli přísnějšímu oddělení stavů.
Ve druhé části knihy se pak, mimo jiné, zabývá praktickou specifickou proměnou lidského chování. Konstatuje, že v raném středověku je chování méně omezováno a je více určováno spontánními afekty a pudy. Jí se prsty, které se nemyjí, jídlo se hltá, kosti se házejí na zem, smrká se do dlaní, šatů nebo ubrusu. Konkrétně věnuje autor pozornost především významu stolování, jež je v této době hlavní společenskou aktivitou. Tento rituál jde vždy spojen s mnohými novými zvyky a pravidly chování v zájmu udržení společenské konvence.V 16. století se obnovuje pevnější sociální hierarchie a s ní se objevuje potřeba neobtěžovat svým chováním jiné, lidé se vůči projevům a hnutí jiných lidí stávají citlivější, upozornění na společensky nevhodné chování se stává součástí společenské kontroly. Ta je stále závažnější, společnost se díky ní vnitřně pacifikuje. S přetvářením společnosti zesiluje nutkání k sebekontrole, po staletí stejně opakovaná pravidla se proto mění. Autor udává konkrétní citáty, jež posloužili jako dobové příručky o společenském mravu:
“Následuj vznešeného, střež se neotesance” 
“Když někdo jako jezevec při jídle funí,
jak to mnozí dělávají, a mlaská jako kanec,
tuze se pohoršuje proti dobrému chování.”
“Když se někdo při jídle dáví a vyplivuje
a smrká do ubrusu,
to se obojí nepatří,
jak soudím.” 
Dobré mravy začaly jako dvorská kurtoasie. Ta se posléze rozšiřuje do měšťanských vrstev a s tím vychází z módy. Podobný osud potkal o dvě století později pojem civilité, ten je nahrazen pojmem civilizace. Sama proměna chování probíhá nejvíce v době užívání druhého z trojice pojmů a fází kurtoazie – civilité – civilizace. Od 19. století se na civilizaci pohlíží jako na cosi hotového, co je nyní třeba šířit, přičemž se minimálně na jednu fázi celého procesu zapomíná. Proces přitom probíhá různým tempem a jeho fáze lze těžko odlišit.
V průběhu procesu civilizace se mění postoje k tělesným potřebám. Zpočátku se o nich bez ostychu mluví, i když jsou lidé v rámci kurtoazie nabádáni je provádět v ústraní, později ale ze spisů mizí, nebo se na ně odkazuje jen narážkami. Provádět tělesné úkony lze před osobami níže postavenými, někdy toto sebeodhalování slouží jako vyjádření jistého stupně důvěry a rovnosti. Prstenec příkazů a zákazů se tak kolem dnešního člověka utáhl natolik úzce, že, nechce-li být vyloučen ze společnosti druhých, má jen jedinou možnost – poslechnout je. Míra potlačování vlastních pudů a afektů formuje dnešní dítě do společensky přijatelného člověka, ve srovnání se středověkem se však mezi dítětem a dospělým člověkem nachází obrovská kulturní vzdálenost. Pudové sklony jsou potlačeny do nevědomí a označeny za infantilní.
Jestliže se za oponu studu dostává tělesné chování, dostává se tam i vybíjení agresivity. Ta je ve středověku formou sociálně účelného chování, společnost, která si hospodářsky ani nemůže dovolit živit zajatce, vybíjí svou agresivitu na jejich mrzačení a mučení, vítězství dává opojný pocit moci, která ospravedlňuje agresi na životech druhých. Rozkoš z týrání živých tvorů se projevuje veřejným upalováním koček v Paříži Karla IX., stejně jako se projevuje dnes v boxerských zápasech. Mění se pouze standard, který daná společnost vyznává a který již považuje za nechutný, nestandardní. Proces utváření takové sebekontroly je součástí civilizačního procesu, civilizovaný však neznamená dokonalejší.

### Díl II. Nástin teorie civilizace.
V druhém dílu spisu se Elias obrátil do hlubší minulosti, do období, v němž zanikla západořímská říše, a došlo ke stěhování národů. Základním tématem této části Eliasova díla je proces tvorby států. Na samém začátku druhého díla zdůrazňuje, že celým středověkem prolíná boj mezi aristokracií, církví a panovníky o podíl na vládě a výnosy z hospodaření na půdě. V průběhu 12. a 13. století se partnerem v této mocenské hře stává nová skupina, měšťanstvo.  .
Sociogenezi západní civilizace vidí autor v zápase o moc mezi šlechtou, církví a knížaty. Proměna západní civilizace je pak nejpregnantněji vyjádřena v období absolutizmu, v němž – ne náhodou – vrcholí proces zadržování a kontroly afektů, o němž autor hovořil v prvním díle knihy. Proces proměny západní civilizace a proces odstupu od vlastních afektů je nejlépe viditelný v dvorské společnosti a podle autora jej nejlépe lze pozorovat ve Francii, odkud potom ovlivňoval celou Evropu. Samotný proces civilizace ale nelze pochopit odděleně od utváření státní moci a absolutizmu. Moc absolutistického vládce se utváří postupně, s narůstajícím sektorem peněžního hospodářství roste i podíl, který prostřednictvím daní připadne panovníkovi a jeho dvoru. Panovník pak díky těmto příjmům může financovat armádu, s níž dochází k posílení centrální moci. Od 13. století se navíc rozvíjí měšťanstvo, jehož boje se šlechtou následně panovník podporuje, protože oba stavy zaměstnává a udržuje je v závislosti.
Nejprve lze v konstrukci středověké společnosti sledovat odstředivé síly. Snahou leníků ovšem bylo ovládat dané území natrvalo a vymanit je z dosahu královské moci, o což se opakovaně pokoušeli. Zpočátku velké říše se tak záhy rozpadají. Ústřední moc je v této feudální fázi nestabilní, převládá naturální hospodářství s nerozvinutou dělbou práce. Elias zde rozlišuje fázi dobyvačných ústředních vládců, kteří moc díky válce a novým územním ziskům posilují a fázi konzervujících vládců, kteří nezískávají novou půdu.
Později se panovníci věnují zvětšování osobního majetku. Nositel koruny, sám ne víc než velký feudál, začíná s pomocí daní pomalu vytvářet monopol finančních a vojenských prostředků, zisk z takového hegemonie mu dává sílu k zápasu s velkými teritoriálními soupeři. Daně se později stávají běžnými, postupně se díky nim odděluje hospodářství společnosti od hospodářství jednotlivých osob spravujících monopol. Král disponuje stále většími příjmy, což jej zbavuje nutnosti rozdávat půdu. Centrální moc je udržována výběrem daní, ona sama pak daňový monopol udržuje pomocí monopolu vojenského.
V reálné situaci navíc nedochází jen k soupeření okolních států a procesu centralizace jednoho velkého státu, ale také ke změně závažnosti vrstev uvnitř jediné správní jednotky. Z původních bojů na život a na smrt vyrůstá díky dělbě práce situace, kdy jsou jednotlivé sociální vrstvy vázané na centrální moc poskytující jim jistou míru spokojenosti, nic je tedy nenutí k povstání, které by samu tuto moc odstranilo, zároveň však každá strana trne nad možným posílením druhé strany.
Procesu civilizace se vedle racionalizace účastní i stud a pocit trapnosti. Stud vzniká, když jiní jedinci jednají v souladu s Nad-Já stydícího se člověka, vede ke strachu z překročení společenských názorů. Trapnost je protipólem studu, vzniká při prolomení škály povinností a zákazů, které Nad-Já reprezentuje. Hranice studu i trapnosti se postupně posouvají. Strach obecně se mění, ubývá vnějšího nebezpečí a tudíž i vnějšího strachu, přibývá naopak vnějšího napětí mezi jednotlivými složkami osobnosti. S ústupem zbraní a násilí se lidé stávají citlivějšími na vše, co připomíná útok. Proto například omezují pravidly použití jídelního nože.
Kniha končí tvrzením, že v tuto chvíli tedy nejsme na vrcholu civilizace, jsme pouze v jejím procesu.

## Česká vydání
- O procesu civilizace : sociogenetické a psychogenetické studie. I., Proměny chování světských horních vrstev na Západě. Praha: Argo, 2006
- O procesu civilizace : sociogenetické a psychogenetické studie. II., Proměny společnosti. Nástin teorie civilizace. Praha: Argo, 2007